# Орашье (община)
Община Орашье (босн. и хорв. Opština Orašje, серб. Општина Орашје) — боснийская община, расположенная в северо-восточной части Федерации Боснии и Герцеговины. Административным центром является город Орашье.

## Население
По данным переписи населения 1991 года, в общине проживали 16956 человек из 44 населённых пунктов. По оценке на 2012 год, население составляет 11869 человек.

## Населённые пункты
Бок, Букова-Греда, Видовице, Доня-Махала, Енич, Копанице, Кострч, Лепница, Матичи, Орашье, Оштра-Лука, Толиса, Угляра.